# Pétroglyphes de Bouza Abadín
Les pétroglyphes de Bouza Abadín sont un ensemble de gravures rupestres vieilles d'environ 3 000 ans situés sur le territoire de la commune de Dodro dans la communauté autonome de Galice en Espagne,.
Ils a été classés Bien d'intérêt culturel en 2011 (GA15033008).

## Historique
Les pétroglyphes de Bouza Abadín sont répartis sur des rochers granitiques dans les pentes entre le mont Padronelo et Carboeiro, à 200 m du village d'Imo. Ils sont constitués de combinaisons de cercles concentriques, de croix, de fossettes et de figures zoomorphes très schématiques, témoignant des populations qui ont habité cette zone entre 1800 et 600 av. J.-C..
En février 2011, un groupe de bénévoles, sous la supervision d'un archéologue, a nettoyé et préparé le site archéologique. Lors du nettoyage, trois nouvelles gravures qui n'avaient pas encore été inventoriées ont été mises au jour.

## Galerie

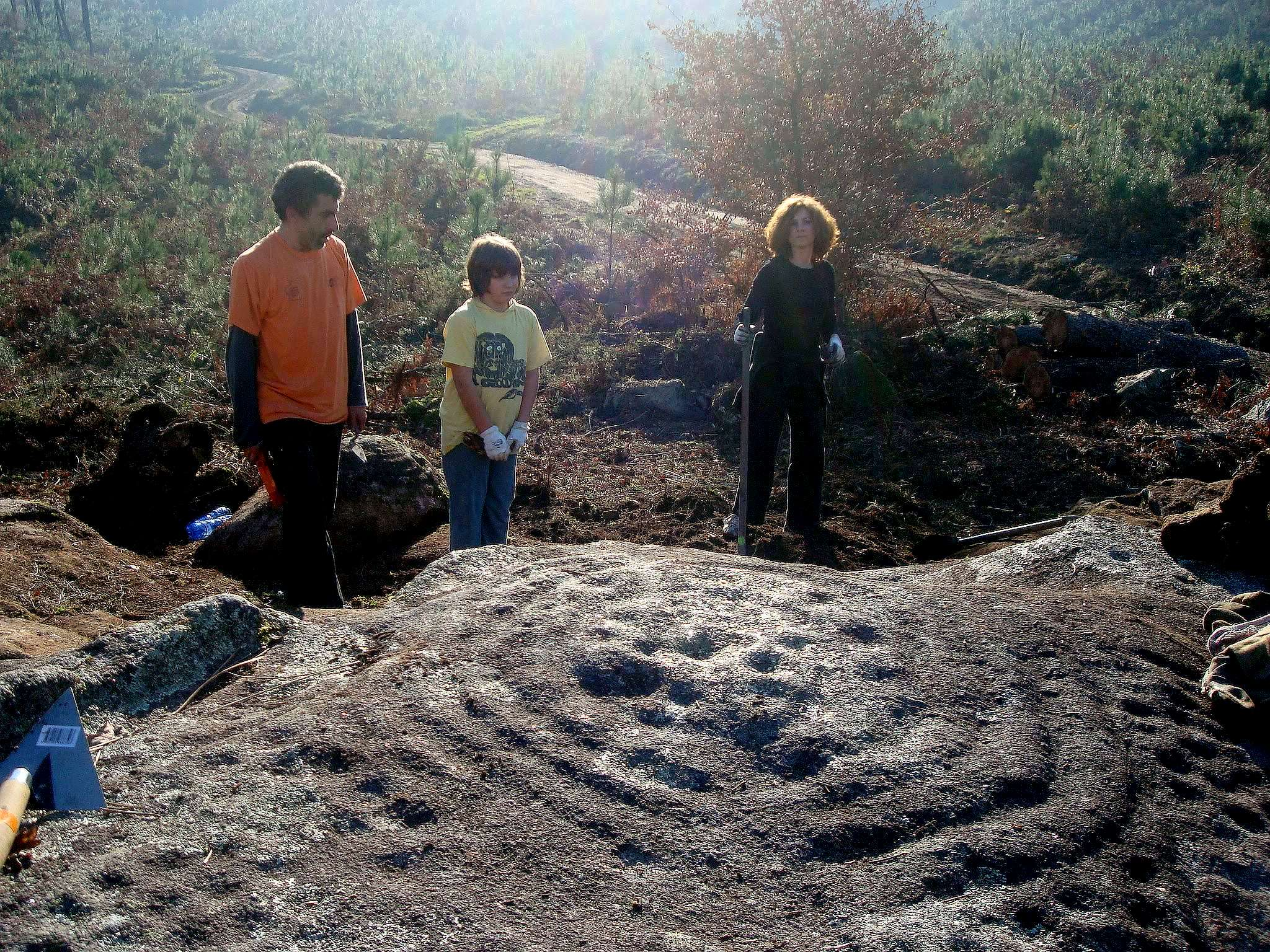
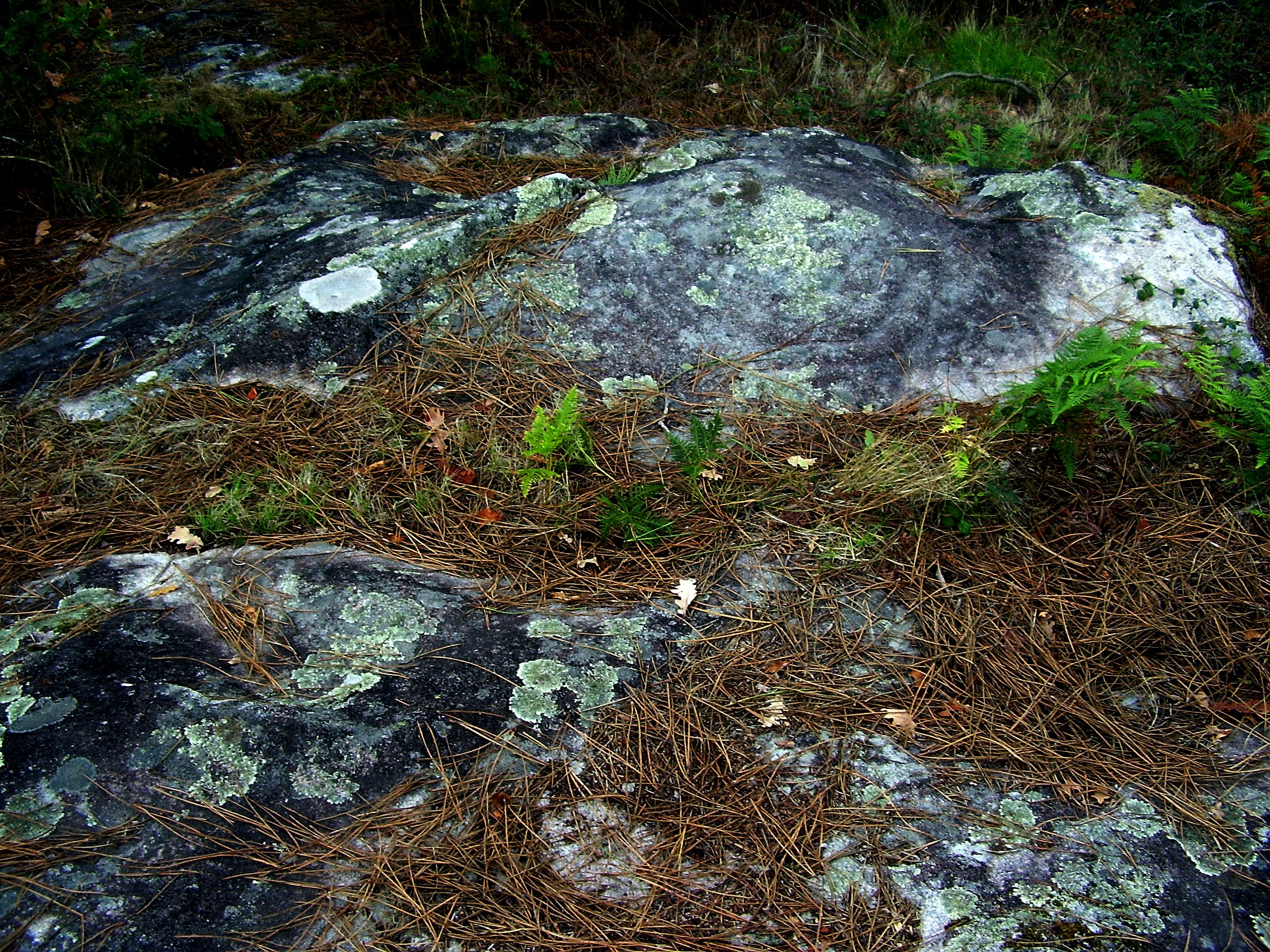

### Article externe
- Bouza Abadín - Site 2020.terrasdeiria.com